# Anopinella rica
Anopinella rica là một loài bướm đêm thuộc họ Tortricidae. Nó được tìm thấy ở Costa Rica.
Chiều dài cánh trước là 7-8.1 mm.